# Adler Capelli
Adler Capelli (ur. 8 listopada 1973 w San Pietro in Casale) – włoski kolarz torowy, trzykrotny medalista mistrzostw świata.

## Kariera
W 1992 roku Adler Capelli wystąpił na igrzyskach olimpijskich w Barcelonie, gdzie w wyścigu na 1 kilometr zajął piątą pozycję. Cztery lata później, podczas igrzysk w Atlancie wraz z kolegami był czwarty w drużynowym wyścigu na dochodzenie, przegrywając walkę o brązowy medal z Australijczykami. W tej samej konkurencji Włosi w składzie: Adler Capelli, Cristiano Citton, Mauro Trentini i Andrea Collinelli zdobyli złoty medal na mistrzostwach świata w Manchesterze. Sukces ten wspólnie z Cittonem, Collinellim i Mario Benettonem powtórzył podczas mistrzostw świata w Perth w 1997 roku. Ostatni sukces odniósł na mistrzostwach świata w Bordeaux w 1998 roku, gdzie wraz z Collinellim, Cittonem i Benettonem był trzeci w drużynowym wyścigu na dochodzenie. Brał również udział w igrzyskach olimpijskich w Sydney w 2000 roku, ale drużyna włoska zajęła tam dopiero jedenastą pozycję.